# Þórólfsfell (berg i Island, lat 63,72, long -19,66)
Þórólfsfell är ett berg i republiken Island. Det ligger i regionen Suðurland, 120 km öster om huvudstaden Reykjavík. Toppen på Þórólfsfell är 595 meter över havet, eller 134 meter över den omgivande terrängen. Bredden vid basen är 1,9 km.
Trakten runt Þórólfsfell är nära nog obefolkad, med mindre än två invånare per kvadratkilometer. Det finns inga samhällen i närheten.